# Pitcairn

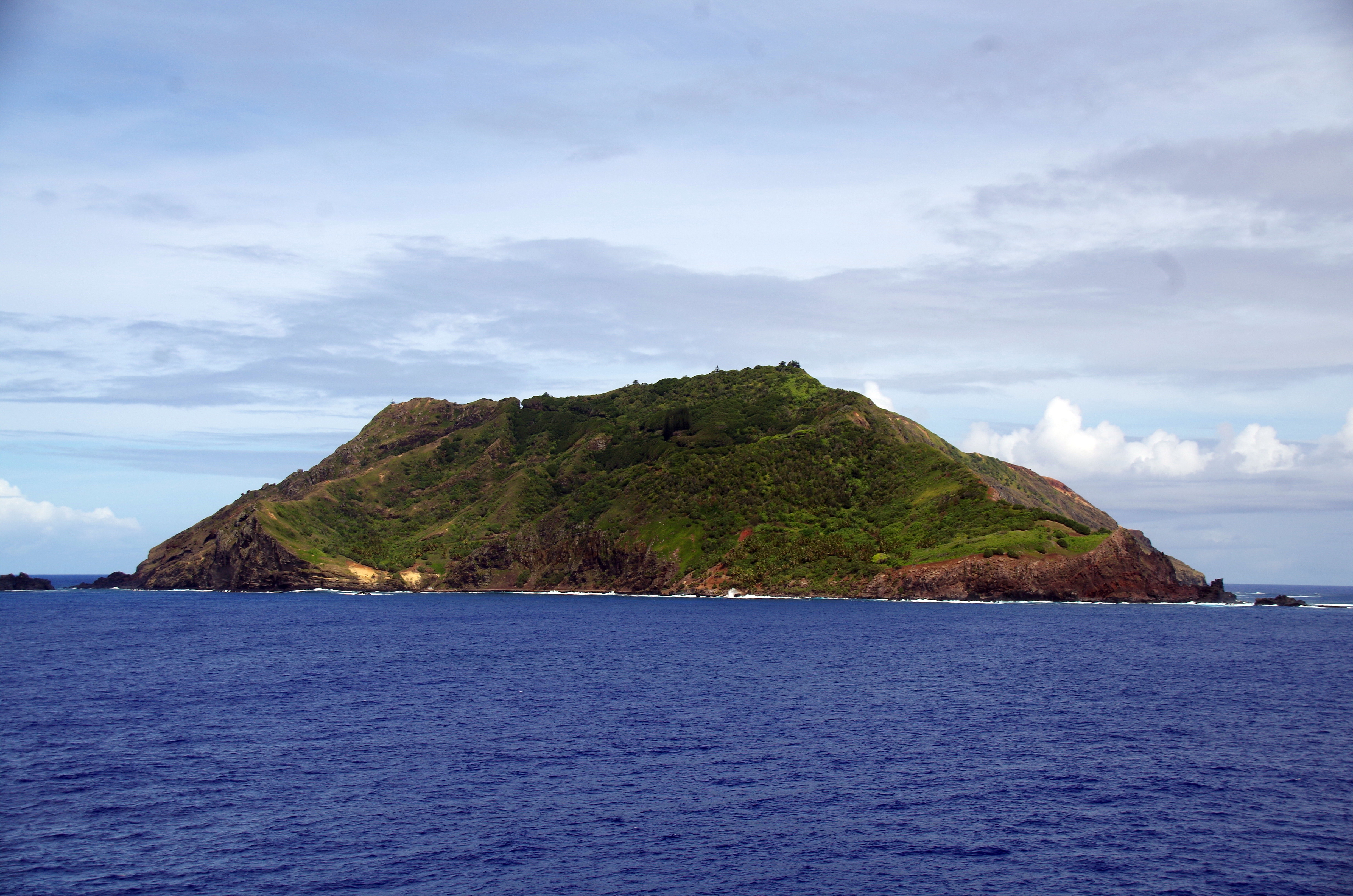
L'isola Pitcairn, 2017.

Pitcairn è un'isola dell'oceano Pacifico con una superficie di 4,6 km², la seconda per estensione e l'unica abitata dell'arcipelago delle isole Pitcairn, un territorio d'oltremare britannico.
L'unico insediamento è la capitale Adamstown o Adamstaun.
Su questo lembo di terra 2.200 chilometri a Est di Tahiti si stabilirono i famosi ammutinati del Bounty nel 1790. I loro discendenti conservano le tombe dei loro antenati, e qualche oggetto proveniente dalla nave ribelle è custodito nel Museo delle isole Pitcairn.

## Storia

### Colonizzazione polinesiana
Intorno all'800 d.C. l'isola fu raggiunta e colonizzata da polinesiani provenienti probabilmente dall'insediamento più vicino, Mangareva, distante 483 km a nordovest, nell'Arcipelago Gambier. La storia di questo periodo è di difficile ricostruzione per scarsità di fonti e ritrovamenti. Si suppone comunque che esistessero insediamenti fissi, creati per la presenza su Pitcairn di cave di vetro vulcanico e basalto a grana fina, di cui Mangareva era priva, indispensabili per costruire asce e strumenti affilati, che costituivano quindi merce di scambio preziosa. I rapporti di scambio con il vicino atollo di Henderson e con Mangareva si interruppero però intorno all'anno 1500, quando su Mangareva la deforestazione portò ad una grave crisi ecologica e di conseguenza all'impossibilità di costruire nuove canoe adatte al viaggio in alto mare. All'arrivo dei primi scopritori occidentali, non fu registrata presenza umana.

### Colonizzazione moderna
Gli europei scoprirono l'isola nel 1767, quando fu avvistata da Robert Pitcairn, guardiamarina imbarcato sulla HMS Swallow comandata dal capitano Philip Carteret. L'isola fu segnata sulla carta con un errore di circa 150 miglia e Carteret decise di battezzarla con il nome di Pitcairn. Vent'anni dopo, nel 1787, la HMS Bounty comandata dal capitano William Bligh e dal suo secondo Fletcher Christian salpò dal Regno Unito per raccogliere talee dell'albero del pane da trasportare nelle Indie occidentali. Si riteneva allora (l'opinione si dimostrò poi errata) che il frutto dell'albero del pane avrebbe costituito un alimento ideale ed economico per gli schiavi che lavoravano nelle piantagioni del Regno Unito delle Indie Occidentali. Il Bounty gettò l'ancora per cinque mesi nelle acque di Tahiti e nel frattempo alcuni dei suoi marinai ebbero contatti con la popolazione femminile tahitiana. Tre settimane dopo la partenza da Tahiti, Christian si mise a capo di una ribellione contro il capitano Bligh, il quale fu abbandonato su una scialuppa in mare aperto assieme a diciotto membri dell'equipaggio rimastigli leali, mentre il Bounty tornava a Tahiti. Bligh e i suoi marinai alla fine riuscirono ad arrivare fino a Kupang, nell'odierna Indonesia.
Nel gennaio del 1790 gli ammutinati giunsero a Pitcairn, dopo un paio di false partenze compiute in quattro mesi di ricerca di un luogo dove sfuggire alla giustizia della marina militare del Regno Unito. Il gruppo guidato da Christian contava otto altri ammutinati e sei uomini, dodici donne e un bambino tahitiani. Qualche giorno dopo il gruppo tagliò tutti i ponti col passato dando fuoco al Bounty all'ancora nell'attuale Bounty Bay. Nonostante le loro buone intenzioni di stabilire una convivenza pacifica, un paio di anni dopo i nuovi abitanti di Pitcairn iniziarono ad ammazzarsi a vicenda. Nel 1794 tutti gli uomini polinesiani e cinque degli ammutinati, Christian compreso, erano morti, mentre altri quattro: Young, John Adams, Quintal e McCoy, continuavano a guardarsi con astio.
Seguirono alcuni anni pacifici, che terminarono quando McCoy scoprì come produrre un micidiale liquore dalle radici del Ti (Cordyline terminalis), una pianta del luogo. Nel 1796, sotto l'influsso della sua invenzione, si gettò in mare con una pietra al collo. Qualche anno dopo la moglie di Quintal precipitò nel vuoto mentre cercava uova d'uccello, e in breve tempo gli influssi della bevanda resero Quintal tanto farneticante che Adams e Young dovettero difendersi dai suoi attacchi con un'ascia, impoverendo ulteriormente il patrimonio genetico degli isolani. Young morì di asma nel 1800 lasciando John Adams come unico maschio adulto sopravvissuto. Ispirato dalla religione, Adams prese le dieci donne e i 23 bambini sotto la propria ala protettrice e cominciò a educarli con i libri trovati sul Bounty.
Adamstown era un piccolo insediamento nel 1808, quando il Capitano Mayhew Folger della Topaz, una nave statunitense per la caccia alle foche, riscoprì Pitcairn svelando il mistero che per 19 anni aveva avvolto la sorte degli ammutinati del Bounty. Le navi cominciarono ad approdare con maggior frequenza all'isola e quando, nel 1829, Adams morì, sorsero delle preoccupazioni sul rischio che l'isola si sovrappopolasse. Nel 1831 il governo del Regno Unito trasferì gli isolani a Tahiti dove, malgrado la buona accoglienza, dieci di loro morirono nell'arco di pochi mesi di malattie forse banali, ma per le quali non avevano immunità. Alla fine dell'anno i 65 sopravvissuti avevano tutti fatto ritorno su Pitcairn. L'isola divenne una colonia britannica nel 1838, ma i vecchi timori sul rischio di sovrappopolazione sorsero nuovamente con l'aumento delle nascite. Nel 1856 i 194 abitanti dell'isola furono trasferiti sull'Isola Norfolk, un'ex colonia penale australiana ormai disabitata al largo della costa orientale australiana. La maggior parte rimase a Norfolk, di cui attualmente è una delle componenti della ricostituita popolazione, ma pochi anni dopo 16 isolani fecero ritorno a Pitcairn, appena in tempo per impedire ai francesi di annettere l'isola alla loro colonia polinesiana. Altre famiglie ritornarono nel 1864.
La popolazione di Pitcairn ha raggiunto un picco di 223 abitanti poco prima della seconda guerra mondiale, ma negli ultimi anni l'antico problema della sovrappopolazione è sostituito da quello opposto dello spopolamento, in quanto gli isolani vanno in cerca di migliori opportunità in Nuova Zelanda e in altri paesi. Nel 1956 gli abitanti dell'isola erano 161, nel 1961 126, nel 1966 96 e nel 1976 74. Per tutti gli anni ottanta e novanta la popolazione dell'isola ha oscillato tra i 40 e i 50 abitanti. Ora sono molte le case disabitate o cadenti e la carenza di opportunità potrebbe determinare un eccessivo peggioramento del tenore di vita. L'inaccessibilità rappresenta il problema principale dell'isola: in seguito alla sua scoperta, per anni le navi per la caccia alle foche e quelle passeggeri che seguivano la tratta da Panama alla Nuova Zelanda facevano regolarmente scalo a Pitcairn, ma i moderni viaggi aerei hanno ridotto i contatti dell'isola alla visita degli yacht ed a quella delle poche navi da carico che hanno motivi per attraccarvi, nonché a quella delle occasionali navi da crociera che vi sostano.
Di recente il governo del Regno Unito ha tagliato i sussidi per l'amministrazione isolana, e ora il costo dell'elettricità e del rifornimento delle scorte deve essere pagato dai locali, che hanno poco lavoro e un basso reddito.
L'evento recente più notevole occorso a Pitcairn è venuto alla ribalta a partire dal 1999, quando un agente di polizia britannico assegnato all'isola avviò indagini su 14 uomini accusati di abusi sessuali commessi nell'arco di decenni.
L'accessibilità all'isola potrebbe cambiare radicalmente; si è parlato di costruire una pista d'atterraggio che finalmente aprirebbe Pitcairn al resto del mondo.

### Prime generazioni dei fondatori
Sono riportate le prime generazioni discendenti dai diretti fondatori. Dato l'alto tasso di natalità e di mortalità infantile, sono riportate le persone che hanno raggiunto l'età adulta (circa 15 anni).
Ammutinati del Bounty a gennaio 1790:
- Fletcher Christian (1764-1793)
- John Adams (1767-1829)
- Edward Young (1762-1800)
- Matthew Quintal (1766-1796)
- William McCoy (1763-1798)
- John Williams (-1793)
- John Mills (-1793)
- Isaac Martin (-1793)
- William Brown (-1793)

#### Discendenti di Fletcher Christian
|                  |                  |                      |                      |                          |                          |                          |                          |                                                  |                                                  |                           |                           |                                |                                |                            |                            |                 |                            |                            |                                     |                                     |                       |                       |                 |                     |                     |                                     |                                     |                      |                                           |                                           |                          |                        |                        |                              |                           |                                |                                |                     |                     |                  |                  |                          |                          |                   |                   |                            |                            |                         |                                            |                                                  |                                                  |                           |                           |                         |                         |                           |                           |                        |                        |                             |                             |                             |                                    |                                    |                          |                                |                                |                               |                               |                                     |                                     |                          |                          |                |                |                        |                        |                         |                         |
|                  |                  |                      |                      |                          |                          |                          |                          |                                                  |                                                  |                           |                           |                                |                                |                            |                            |                 |                            |                            |                                     |                                     |                       |                       |                 |                     |                     |                                     |                                     |                      |                                           |                                           |                          |                        |                        | Fletcher Christian 1764-1793 |                           |                                |                                |                     |                     |                  |                  |                          |                          |                   |                   |                            |                            |                         |                                            |                                                  |                                                  |                           |                           |                         |                         |                           |                           |                        |                        |                             |                             |                             |                                    |                                    |                          |                                |                                |                               |                               |                                     |                                     |                          |                          |                |                |                        |                        |                         |                         |
|                  |                  |                      |                      |                          |                          |                          |                          |                                                  |                                                  |                           |                           |                                |                                |                            |                            |                 |                            |                            |                                     |                                     |                       |                       |                 |                     |                     |                                     |                                     |                      |                                           |                                           |                          |                        |                        |                              |                           |                                |                                |                     |                     |                  |                  |                          |                          |                   |                   |                            |                            |                         |                                            |                                                  |                                                  |                           |                           |                         |                         |                           |                           |                        |                        |                             |                             |                             |                                    |                                    |                          |                                |                                |                               |                               |                                     |                                     |                          |                          |                |                |                        |                        |                         |                         |
|                  |                  |                      |                      |                          |                          |                          |                          |                                                  |                                                  |                           |                           |                                |                                |                            |                            |                 |                            |                            |                                     |                                     |                       |                       |                 |                     |                     |                                     |                                     |                      |                                           |                                           |                          |                        |                        |                              |                           |                                |                                |                     |                     |                  |                  |                          |                          |                   |                   |                            |                            |                         |                                            |                                                  |                                                  |                           |                           |                         |                         |                           |                           |                        |                        |                             |                             |                             |                                    |                                    |                          |                                |                                |                               |                               |                                     |                                     |                          |                          |                |                |                        |                        |                         |                         |
|                  |                  |                      |                      |                          |                          |                          |                          |                                                  |                                                  |                           |                           |                                |                                |                            |                            |                 | Thursday October 1790-1831 | Thursday October 1790-1831 |                                     |                                     |                       |                       |                 |                     |                     |                                     |                                     |                      |                                           |                                           |                          |                        |                        |                              |                           |                                |                                |                     |                     |                  |                  |                          |                          |                   |                   |                            |                            |                         |                                            | Charles Hoppa 1792-1842 1809 ⚭ Sarah Sully McCoy | Charles Hoppa 1792-1842 1809 ⚭ Sarah Sully McCoy | Mary Ann 1793-1866        | Mary Ann 1793-1866        |                         |                         |                           |                           |                        |                        |                             |                             |                             |                                    |                                    |                          |                                |                                |                               |                               |                                     |                                     |                          |                          |                |                |                        |                        |                         |                         |
|                  |                  |                      |                      |                          |                          |                          |                          |                                                  |                                                  |                           |                           |                                |                                |                            |                            |                 |                            |                            |                                     |                                     |                       |                       |                 |                     |                     |                                     |                                     |                      |                                           |                                           |                          |                        |                        |                              |                           |                                |                                |                     |                     |                  |                  |                          |                          |                   |                   |                            |                            |                         |                                            |                                                  |                                                  |                           |                           |                         |                         |                           |                           |                        |                        |                             |                             |                             |                                    |                                    |                          |                                |                                |                               |                               |                                     |                                     |                          |                          |                |                |                        |                        |                         |                         |
|                  |                  |                      |                      |                          |                          |                          |                          |                                                  |                                                  |                           |                           |                                |                                |                            |                            |                 |                            |                            |                                     |                                     |                       |                       |                 |                     |                     |                                     |                                     |                      |                                           |                                           |                          |                        |                        |                              |                           |                                |                                |                     |                     |                  |                  |                          |                          |                   |                   |                            |                            |                         |                                            |                                                  |                                                  |                           |                           |                         |                         |                           |                           |                        |                        |                             |                             |                             |                                    |                                    |                          |                                |                                |                               |                               |                                     |                                     |                          |                          |                |                |                        |                        |                         |                         |
|                  |                  |                      |                      |                          |                          |                          |                          | Thursday October II 1820-1911 ⚭ Mary Polly Young | Thursday October II 1820-1911 ⚭ Mary Polly Young |                           |                           |                                |                                |                            |                            |                 |                            |                            | Charles 1808-1831 ⚭ Maria Christian | Charles 1808-1831 ⚭ Maria Christian | Joseph John 1808-1831 | Joseph John 1808-1831 | Mary 1810-1852  | Mary 1810-1852      | Polly 1814-1831     | Polly 1814-1831                     | Peggy 1815-1884                     | Peggy 1815-1884      | Fletcher 1812-1852 1833 ⚭ Peggy Christian | Fletcher 1812-1852 1833 ⚭ Peggy Christian |                          |                        |                        |                              | Edward 1813-1831          | Edward 1813-1831               |                                |                     |                     |                  |                  | Maria 1815-1889          | Maria 1815-1889          |                   |                   |                            |                            |                         | Charles 1818-1886 1836 ⚭ Charlotte Quintal | Charles 1818-1886 1836 ⚭ Charlotte Quintal       |                                                  |                           |                           |                         |                         | Mary 1819-1843            | Mary 1819-1843            |                        |                        |                             |                             |                             | Margaret 1822-1874 ⚭ Matthew McCoy | Margaret 1822-1874 ⚭ Matthew McCoy |                          |                                |                                |                               |                               | Isaac 1825-1877 1844 ⚭ Miriam Young | Isaac 1825-1877 1844 ⚭ Miriam Young | Sarah 1810-1899          | Sarah 1810-1899          |                |                |                        |                        |                         |                         |
|                  |                  |                      |                      |                          |                          |                          |                          |                                                  |                                                  |                           |                           |                                |                                |                            |                            |                 |                            |                            |                                     |                                     |                       |                       |                 |                     |                     |                                     |                                     |                      |                                           |                                           |                          |                        |                        |                              |                           |                                |                                |                     |                     |                  |                  |                          |                          |                   |                   |                            |                            |                         |                                            |                                                  |                                                  |                           |                           |                         |                         |                           |                           |                        |                        |                             |                             |                             |                                    |                                    |                          |                                |                                |                               |                               |                                     |                                     |                          |                          |                |                |                        |                        |                         |                         |
|                  |                  |                      |                      |                          |                          |                          |                          |                                                  |                                                  |                           |                           |                                |                                |                            |                            |                 |                            |                            |                                     |                                     |                       |                       |                 |                     |                     |                                     |                                     |                      |                                           |                                           |                          |                        |                        |                              |                           |                                |                                |                     |                     |                  |                  |                          |                          |                   |                   |                            |                            |                         |                                            |                                                  |                                                  |                           |                           |                         |                         |                           |                           |                        |                        |                             |                             |                             |                                    |                                    |                          |                                |                                |                               |                               |                                     |                                     |                          |                          |                |                |                        |                        |                         |                         |
| Albert 1843-1861 | Albert 1843-1861 | Elias Toby 1845-1893 | Elias Toby 1845-1893 | Alphonso Downs 1846-1921 | Alphonso Downs 1846-1921 | Ernest Heywood 1853-1926 | Ernest Heywood 1853-1926 | Daniel 1855-1904                                 | Daniel 1855-1904                                 | Francis Hickson 1859-1938 | Francis Hickson 1859-1938 | William Henry Gordon 1860-1934 | William Henry Gordon 1860-1934 | Charles Benjamin 1865-1885 | Charles Benjamin 1865-1885 | Agnes 1841-1911 | Agnes 1841-1911            | Charles Driver 1831-1906   | Charles Driver 1831-1906            | Rebecca 1830-1871                   | Rebecca 1830-1871     | Jacob 1833-1877       | Jacob 1833-1877 | Priscilla 1835-1906 | Priscilla 1835-1906 | Polly 1836-1892 1863 ⚭ Samuel McCoy | Polly 1836-1892 1863 ⚭ Samuel McCoy | Maria Lucy 1838-1904 | Maria Lucy 1838-1904                      | Isabella Emily 1839-1895                  | Isabella Emily 1839-1895 | John Stephen 1843-1918 | John Stephen 1843-1918 | William B Swain 1847-1868    | William B Swain 1847-1868 | Abigail Leah Dunmore 1849-1874 | Abigail Leah Dunmore 1849-1874 | Catherine 1839-1894 | Catherine 1839-1894 | Andrew 1841-1862 | Andrew 1841-1862 | Adelina Sophia 1842-1870 | Adelina Sophia 1842-1870 | Gilbert 1844-1866 | Gilbert 1844-1866 | Eleanor Clotilda 1846-1868 | Eleanor Clotilda 1846-1868 | Cordelia Ruth 1848-1868 | Cordelia Ruth 1848-1868                    | Lucy Ann Hagar 1849-1909                         | Lucy Ann Hagar 1849-1909                         | Emily Wellesley 1852-1922 | Emily Wellesley 1852-1922 | Charles Allen 1855-1910 | Charles Allen 1855-1910 | George Augustus 1857-1889 | George Augustus 1857-1889 | Reuben Elias 1860-1920 | Reuben Elias 1860-1920 | Matthew Frederick 1859-1919 | Matthew Frederick 1859-1919 | Henry Samuel Hunt 1845-1905 | Henry Samuel Hunt 1845-1905        | Almira Emeline 1847-1918           | Almira Emeline 1847-1918 | Leonard Elliott Wood 1851-1926 | Leonard Elliott Wood 1851-1926 | George Henry Parkin 1853-1940 | George Henry Parkin 1853-1940 | Ernest Ford 1860-1901               | Ernest Ford 1860-1901               | Alice Gertrude 1863-1912 | Alice Gertrude 1863-1912 | Ruth 1873-1928 | Ruth 1873-1928 | Mary Rosella 1861-1925 | Mary Rosella 1861-1925 | Isaac Godfrey 1849-1921 | Isaac Godfrey 1849-1921 |

#### Discendenti di John Adams
|                   |                   |                               |                               |                                  |                                  |                                 |                                 |                                              |                                              |                        |                        |                            |                            |                             |                             |                               |                               |                            |                            |                         |                         |                                  |                                  |                                           |                                           |                       |                       |                        |                        |                       |                       |                           |                           |                 |                 |                         |                         |                       |                       |                                                   |                                                   |                |                |               |               |                    |                    |                    |                    |
|                   |                   |                               |                               |                                  |                                  |                                 |                                 |                                              |                                              |                        |                        |                            |                            |                             |                             |                               |                               |                            |                            |                         | John Adams 1767-1829    |                                  |                                  |                                           |                                           |                       |                       |                        |                        |                       |                       |                           |                           |                 |                 |                         |                         |                       |                       |                                                   |                                                   |                |                |               |               |                    |                    |                    |                    |
|                   |                   |                               |                               |                                  |                                  |                                 |                                 |                                              |                                              |                        |                        |                            |                            |                             |                             |                               |                               |                            |                            |                         |                         |                                  |                                  |                                           |                                           |                       |                       |                        |                        |                       |                       |                           |                           |                 |                 |                         |                         |                       |                       |                                                   |                                                   |                |                |               |               |                    |                    |                    |                    |
|                   |                   |                               |                               |                                  |                                  |                                 |                                 |                                              |                                              |                        |                        |                            |                            |                             |                             |                               |                               |                            |                            |                         |                         |                                  |                                  |                                           |                                           |                       |                       |                        |                        |                       |                       |                           |                           |                 |                 |                         |                         |                       |                       |                                                   |                                                   |                |                |               |               |                    |                    |                    |                    |
|                   |                   |                               |                               |                                  |                                  |                                 |                                 |                                              |                                              |                        |                        |                            |                            |                             |                             |                               |                               | Dinah Adams                | Dinah Adams                | Rachel Adams            | Rachel Adams            | Hannah Adams                     | Hannah Adams                     | George Adams 1804-1873 1827 ⚭ Polly Young | George Adams 1804-1873 1827 ⚭ Polly Young |                       |                       |                        |                        |                       |                       |                           |                           |                 |                 |                         |                         |                       |                       |                                                   |                                                   |                |                |               |               |                    |                    |                    |                    |
|                   |                   |                               |                               |                                  |                                  |                                 |                                 |                                              |                                              |                        |                        |                            |                            |                             |                             |                               |                               |                            |                            |                         |                         |                                  |                                  |                                           |                                           |                       |                       |                        |                        |                       |                       |                           |                           |                 |                 |                         |                         |                       |                       |                                                   |                                                   |                |                |               |               |                    |                    |                    |                    |
|                   |                   |                               |                               |                                  |                                  |                                 |                                 |                                              |                                              |                        |                        |                            |                            |                             |                             |                               |                               |                            |                            |                         |                         |                                  |                                  |                                           |                                           |                       |                       |                        |                        |                       |                       |                           |                           |                 |                 |                         |                         |                       |                       |                                                   |                                                   |                |                |               |               |                    |                    |                    |                    |
|                   |                   |                               |                               |                                  |                                  |                                 |                                 | John Adams 1827–1897 1843 ⚭ Caroline Quintal | John Adams 1827–1897 1843 ⚭ Caroline Quintal |                        |                        |                            |                            |                             |                             |                               |                               |                            |                            |                         |                         |                                  |                                  | Jonathan 1829-1906 1848 ⚭ Phoebe Quintal  | Jonathan 1829-1906 1848 ⚭ Phoebe Quintal  |                       |                       |                        |                        |                       |                       |                           |                           |                 |                 |                         |                         |                       |                       | Josiah Chester 1830-1907 1858 ⚭ Diana Dinah McCoy | Josiah Chester 1830-1907 1858 ⚭ Diana Dinah McCoy |                |                |               |               |                    |                    |                    |                    |
|                   |                   |                               |                               |                                  |                                  |                                 |                                 |                                              |                                              |                        |                        |                            |                            |                             |                             |                               |                               |                            |                            |                         |                         |                                  |                                  |                                           |                                           |                       |                       |                        |                        |                       |                       |                           |                           |                 |                 |                         |                         |                       |                       |                                                   |                                                   |                |                |               |               |                    |                    |                    |                    |
|                   |                   |                               |                               |                                  |                                  |                                 |                                 |                                              |                                              |                        |                        |                            |                            |                             |                             |                               |                               |                            |                            |                         |                         |                                  |                                  |                                           |                                           |                       |                       |                        |                        |                       |                       |                           |                           |                 |                 |                         |                         |                       |                       |                                                   |                                                   |                |                |               |               |                    |                    |                    |                    |
| Pauline 1844-1920 | Pauline 1844-1920 | Gilbert Warren Fysh 1845-1875 | Gilbert Warren Fysh 1845-1875 | Bryon Stanley Mitchell 1847-1902 | Bryon Stanley Mitchell 1847-1902 | George Calvin Clifton 1848-1862 | George Calvin Clifton 1848-1862 | George Webb 1849-1911                        | George Webb 1849-1911                        | William Ward 1851-1912 | William Ward 1851-1912 | Elizabeth Holman 1853-1868 | Elizabeth Holman 1853-1868 | Georgiana Phillis 1856-1905 | Georgiana Phillis 1856-1905 | Absolom Capel Tilly 1866-1927 | Absolom Capel Tilly 1866-1927 | Phoebe Annabella 1857-1926 | Phoebe Annabella 1857-1926 | Mary Isabella 1851-1929 | Mary Isabella 1851-1929 | William Rosswell Marsh 1859-1918 | William Rosswell Marsh 1859-1918 | Catherine Amy 1866-1880                   | Catherine Amy 1866-1880                   | Jonathan Lorenzo 1854 | Jonathan Lorenzo 1854 | Augusta Rose 1853-1899 | Augusta Rose 1853-1899 | Eliza Sabia 1849-1911 | Eliza Sabia 1849-1911 | Margaret Amelia 1859-1912 | Margaret Amelia 1859-1912 | Sarah 1868-1896 | Sarah 1868-1896 | Mary Adelaide 1860-1948 | Mary Adelaide 1860-1948 | Alfed Henry 1863-1915 | Alfed Henry 1863-1915 | Richard James Guildford 1865-1903                 | Richard James Guildford 1865-1903                 | Edna 1872-1898 | Edna 1872-1898 | Ann 1873-1926 | Ann 1873-1926 | Jane Amy 1877-1948 | Jane Amy 1877-1948 | Herbert Hynes 1881 | Herbert Hynes 1881 |

#### Discendenti di Edward Young
|                          |                          |                        |                        |                                  |                                                         |                                                         |                                     |                        |                        |                  |                  |                                   |                                   |                               |                               |                  |                                     |                                     |                                      |                                      |                           |                    |                                     |                                     |                               |                            |                            |                                   |                                   |                             |                                      |                                      |                        |                          |                          |                          |                          |                      |                                                    |                                                    |                                                      |                                                      |                                     |                                     |                   |                   |                 |                 |
|                          |                          |                        |                        |                                  |                                                         |                                                         |                                     |                        |                        |                  |                  |                                   |                                   |                               |                               |                  |                                     |                                     |                                      |                                      |                           |                    |                                     |                                     |                               |                            |                            |                                   |                                   |                             |                                      | Edward Young 1762-1800               |                        |                          |                          |                          |                          |                      |                                                    |                                                    |                                                      |                                                      |                                     |                                     |                   |                   |                 |                 |
|                          |                          |                        |                        |                                  |                                                         |                                                         |                                     |                        |                        |                  |                  |                                   |                                   |                               |                               |                  |                                     |                                     |                                      |                                      |                           |                    |                                     |                                     |                               |                            |                            |                                   |                                   |                             |                                      |                                      |                        |                          |                          |                          |                          |                      |                                                    |                                                    |                                                      |                                                      |                                     |                                     |                   |                   |                 |                 |
|                          |                          |                        |                        |                                  |                                                         |                                                         |                                     |                        |                        |                  |                  |                                   |                                   |                               |                               |                  |                                     |                                     |                                      |                                      |                           |                    |                                     |                                     |                               |                            |                            |                                   |                                   |                             |                                      |                                      |                        |                          |                          |                          |                          |                      |                                                    |                                                    |                                                      |                                                      |                                     |                                     |                   |                   |                 |                 |
|                          |                          |                        |                        |                                  |                                                         |                                                         |                                     |                        |                        |                  |                  |                                   |                                   |                               |                               |                  | Polly 1794-1843 1827 ⚭ George Adams | Polly 1794-1843 1827 ⚭ George Adams | George 1797-1832 1821 ⚭ Hannah Adams | George 1797-1832 1821 ⚭ Hannah Adams |                           |                    |                                     |                                     |                               |                            |                            |                                   |                                   | Robert 1798-1831            | Robert 1798-1831                     |                                      |                        |                          |                          |                          |                          |                      |                                                    |                                                    | William 1799-1839 1823 ⚭ Elizabeth Mills (1792-1883) | William 1799-1839 1823 ⚭ Elizabeth Mills (1792-1883) | Edward 1796-1831                    | Edward 1796-1831                    | Dorothy 1797-1863 | Dorothy 1797-1863 | James 1799-1806 | James 1799-1806 |
|                          |                          |                        |                        |                                  |                                                         |                                                         |                                     |                        |                        |                  |                  |                                   |                                   |                               |                               |                  |                                     |                                     |                                      |                                      |                           |                    |                                     |                                     |                               |                            |                            |                                   |                                   |                             |                                      |                                      |                        |                          |                          |                          |                          |                      |                                                    |                                                    |                                                      |                                                      |                                     |                                     |                   |                   |                 |                 |
|                          |                          |                        |                        |                                  |                                                         |                                                         |                                     |                        |                        |                  |                  |                                   |                                   |                               |                               |                  |                                     |                                     |                                      |                                      |                           |                    |                                     |                                     |                               |                            |                            |                                   |                                   |                             |                                      |                                      |                        |                          |                          |                          |                          |                      |                                                    |                                                    |                                                      |                                                      |                                     |                                     |                   |                   |                 |                 |
|                          |                          |                        |                        |                                  | George Fredrick Martin 1821-1899 1849 ⚭ Mary Anne Evans | George Fredrick Martin 1821-1899 1849 ⚭ Mary Anne Evans |                                     |                        |                        |                  |                  |                                   |                                   |                               |                               |                  |                                     |                                     |                                      |                                      |                           |                    | Simon 1823-1893 1845 ⚭ Mary Buffett | Simon 1823-1893 1845 ⚭ Mary Buffett | Dinah 1824-1881               | Dinah 1824-1881            | Elizabeth 1826-1863        | Elizabeth 1826-1863               | Jemina 1828-1868                  | Jemina 1828-1868            | Moses 1829-1909 1848 ⚭ Albinia McCoy | Moses 1829-1909 1848 ⚭ Albinia McCoy | Marta 1830-1872        | Marta 1830-1872          |                          |                          | Mary Polly 1825-1885     | Mary Polly 1825-1885 | William Mayhew 1827-1876 1858 ⚭ Margaret Christian | William Mayhew 1827-1876 1858 ⚭ Margaret Christian | Miriam 1829-1911                                     | Miriam 1829-1911                                     | Lydia 1832-1883 1850 ⚭ Daniel McCoy | Lydia 1832-1883 1850 ⚭ Daniel McCoy | Dorcas 1832-1917  | Dorcas 1832-1917  |                 |                 |
|                          |                          |                        |                        |                                  |                                                         |                                                         |                                     |                        |                        |                  |                  |                                   |                                   |                               |                               |                  |                                     |                                     |                                      |                                      |                           |                    |                                     |                                     |                               |                            |                            |                                   |                                   |                             |                                      |                                      |                        |                          |                          |                          |                          |                      |                                                    |                                                    |                                                      |                                                      |                                     |                                     |                   |                   |                 |                 |
|                          |                          |                        |                        |                                  |                                                         |                                                         |                                     |                        |                        |                  |                  |                                   |                                   |                               |                               |                  |                                     |                                     |                                      |                                      |                           |                    |                                     |                                     |                               |                            |                            |                                   |                                   |                             |                                      |                                      |                        |                          |                          |                          |                          |                      |                                                    |                                                    |                                                      |                                                      |                                     |                                     |                   |                   |                 |                 |
| John Forrester 1854-1913 | John Forrester 1854-1913 | Emily Rachel 1854-1930 | Emily Rachel 1854-1930 | William Alfred Denison 1859-1908 | William Alfred Denison 1859-1908                        | Frederick George Richmond 1860-1918                     | Frederick George Richmond 1860-1918 | George Henry 1864-1896 | George Henry 1864-1896 | Robert 1877-1912 | Robert 1877-1912 | Fisher Loranzo Fredrick 1846-1864 | Fisher Loranzo Fredrick 1846-1864 | Eliza Coffin Palmer 1847-1893 | Eliza Coffin Palmer 1847-1893 | Robert 1850-1872 | Robert 1850-1872                    | Benjamin Stanley 1851-1934          | Benjamin Stanley 1851-1934           | Rosalind Amelia 1853-1924            | Rosalind Amelia 1853-1924 | Mary Ann 1855-1887 | Mary Ann 1855-1887                  | George Edwin Selwyn 1857-1893       | George Edwin Selwyn 1857-1893 | Eliza Ann Sophia 1859-1876 | Eliza Ann Sophia 1859-1876 | William Alfred Dennison 1863-1911 | William Alfred Dennison 1863-1911 | Sarah Mareta Wood 1866-1906 | Sarah Mareta Wood 1866-1906          | John Lorenzo 1869-1893               | John Lorenzo 1869-1893 | Arthur Herbert 1873-1943 | Arthur Herbert 1873-1943 | Elizabeth Maud 1858-1905 | Elizabeth Maud 1858-1905 | Maria Jane 1862-1934 | Maria Jane 1862-1934                               | Helena Beatrice 1864-1934                          | Helena Beatrice 1864-1934                            | Margaret Augusta 1867-1946                           | Margaret Augusta 1867-1946          |                                     |                   |                   |                 |                 |

#### Discendenti di Matthew Quintal
|                 |                 |                 |                                  |                                          |                                          |                           |                           |                           |                           |                 |                 |                  |                  |                          |                          |                                        |                                        |                                |                                |                       |                       |                     |                   |                  |                  |                           |                           |                                        |                                        |                 |                 |                                   |                                   |                       |                       |                       |                       |                  |                                      |                                      |                                  |                                            |                                            |                                     |                                     |                   |                                    |                                    |                               |                               |                                   |                                   |                                     |                                     |                  |                 |                 |                 |                 |                 |                 |
|                 |                 |                 |                                  |                                          |                                          |                           |                           |                           |                           |                 |                 |                  |                  |                          |                          |                                        |                                        |                                |                                |                       |                       |                     |                   |                  |                  |                           |                           | Matthew Quintal 1766-1799              |                                        |                 |                 |                                   |                                   |                       |                       |                       |                       |                  |                                      |                                      |                                  |                                            |                                            |                                     |                                     |                   |                                    |                                    |                               |                               |                                   |                                   |                                     |                                     |                  |                 |                 |                 |                 |                 |                 |
|                 |                 |                 |                                  |                                          |                                          |                           |                           |                           |                           |                 |                 |                  |                  |                          |                          |                                        |                                        |                                |                                |                       |                       |                     |                   |                  |                  |                           |                           |                                        |                                        |                 |                 |                                   |                                   |                       |                       |                       |                       |                  |                                      |                                      |                                  |                                            |                                            |                                     |                                     |                   |                                    |                                    |                               |                               |                                   |                                   |                                     |                                     |                  |                 |                 |                 |                 |                 |                 |
|                 |                 |                 |                                  |                                          |                                          |                           |                           |                           |                           |                 |                 |                  |                  |                          |                          |                                        |                                        |                                |                                |                       |                       |                     |                   |                  |                  |                           |                           |                                        |                                        |                 |                 |                                   |                                   |                       |                       |                       |                       |                  |                                      |                                      |                                  |                                            |                                            |                                     |                                     |                   |                                    |                                    |                               |                               |                                   |                                   |                                     |                                     |                  |                 |                 |                 |                 |                 |                 |
|                 |                 |                 |                                  | Matthew 1791-1814 1811 ⚭ Elizabeth Mills | Matthew 1791-1814 1811 ⚭ Elizabeth Mills |                           |                           |                           |                           |                 |                 |                  |                  |                          |                          | Sarah 1794-1851 1811 ⚭ Daniel McCoy    | Sarah 1794-1851 1811 ⚭ Daniel McCoy    |                                |                                |                       |                       |                     |                   |                  |                  |                           |                           | Arthur 1795-1872 1815 ⚭ Caterine McCoy | Arthur 1795-1872 1815 ⚭ Caterine McCoy |                 |                 |                                   |                                   |                       |                       | Jane 1795-1880        | Jane 1795-1880        |                  |                                      |                                      |                                  |                                            |                                            | John 1792-1792                      | John 1792-1792                      |                   |                                    |                                    |                               |                               |                                   |                                   | Edward 1800-1841 1819 ⚭ Dinah Adams | Edward 1800-1841 1819 ⚭ Dinah Adams |                  |                 |                 |                 |                 |                 |                 |
|                 |                 |                 |                                  |                                          |                                          |                           |                           |                           |                           |                 |                 |                  |                  |                          |                          |                                        |                                        |                                |                                |                       |                       |                     |                   |                  |                  |                           |                           |                                        |                                        |                 |                 |                                   |                                   |                       |                       |                       |                       |                  |                                      |                                      |                                  |                                            |                                            |                                     |                                     |                   |                                    |                                    |                               |                               |                                   |                                   |                                     |                                     |                  |                 |                 |                 |                 |                 |                 |
|                 |                 |                 |                                  |                                          |                                          |                           |                           |                           |                           |                 |                 |                  |                  |                          |                          |                                        |                                        |                                |                                |                       |                       |                     |                   |                  |                  |                           |                           |                                        |                                        |                 |                 |                                   |                                   |                       |                       |                       |                       |                  |                                      |                                      |                                  |                                            |                                            |                                     |                                     |                   |                                    |                                    |                               |                               |                                   |                                   |                                     |                                     |                  |                 |                 |                 |                 |                 |                 |
|                 |                 |                 | John 1811-1838 ⚭ Maria Christian | John 1811-1838 ⚭ Maria Christian         | Matthew 1814-1865                        | Matthew 1814-1865         |                           |                           |                           |                 |                 | John 1813-1838   | John 1813-1838   | Matthew 1814-1865        | Matthew 1814-1865        | Arthur 1816-1902 1837 ⚭ Martha Quintal | Arthur 1816-1902 1837 ⚭ Martha Quintal |                                |                                |                       | Catherine 1818-1831   | Catherine 1818-1831 |                   |                  |                  | Kitty 1819-1831           | Kitty 1819-1831           |                                        |                                        |                 |                 | John 1820-1912 1837 ⚭ Dinah Young | John 1820-1912 1837 ⚭ Dinah Young | Charlotte 1822-1883   | Charlotte 1822-1883   |                       | Phoebe 1824-1900      | Phoebe 1824-1900 | Caroline 1827-1869 1843 ⚭ John Adams | Caroline 1827-1869 1843 ⚭ John Adams |                                  | James 1825-1898 1855 ⚭ Priscilla Christian | James 1825-1898 1855 ⚭ Priscilla Christian | Ruth 1829-18626 1858 ⚭ Samuel McCoy | Ruth 1829-18626 1858 ⚭ Samuel McCoy | William 1817-1905 | William 1817-1905                  | Martha 1822-1893                   | Martha 1822-1893              | Abraham Blatchly 182-1910     | Abraham Blatchly 182-1910         | Edward 1824-1856                  | Edward 1824-1856                    | Louisa 1829-1873                    | Louisa 1829-1873 | Nancy 1831-1853 | Nancy 1831-1853 | Susan 1833-1917 | Susan 1833-1917 | Caleb 1837-1873 | Caleb 1837-1873 |
|                 |                 |                 |                                  |                                          |                                          |                           |                           |                           |                           |                 |                 |                  |                  |                          |                          |                                        |                                        |                                |                                |                       |                       |                     |                   |                  |                  |                           |                           |                                        |                                        |                 |                 |                                   |                                   |                       |                       |                       |                       |                  |                                      |                                      |                                  |                                            |                                            |                                     |                                     |                   |                                    |                                    |                               |                               |                                   |                                   |                                     |                                     |                  |                 |                 |                 |                 |                 |                 |
|                 |                 |                 |                                  |                                          |                                          |                           |                           |                           |                           |                 |                 |                  |                  |                          |                          |                                        |                                        |                                |                                |                       |                       |                     |                   |                  |                  |                           |                           |                                        |                                        |                 |                 |                                   |                                   |                       |                       |                       |                       |                  |                                      |                                      |                                  |                                            |                                            |                                     |                                     |                   |                                    |                                    |                               |                               |                                   |                                   |                                     |                                     |                  |                 |                 |                 |                 |                 |                 |
| Eliza 1833-1906 | Eliza 1833-1906 | Sarah 1835-1868 | Sarah 1835-1868                  | Ellen 1837-1910                          | Ellen 1837-1910                          | Maria Elizabeth 1838-1900 | Maria Elizabeth 1838-1900 | Louisa Victoria 1839-1892 | Louisa Victoria 1839-1892 | Rhoda 1842-1857 | Rhoda 1842-1857 | Edward 1844-1901 | Edward 1844-1901 | Julia Etheline 1851-1969 | Julia Etheline 1851-1969 | Hugo Beaumont Barnaby 1857-1949        | Hugo Beaumont Barnaby 1857-1949        | Arthur William Henry 1859-1902 | Arthur William Henry 1859-1902 | Rachel Hope 1849-1933 | Rachel Hope 1849-1933 | Wallace 1865-1882   | Wallace 1865-1882 | Martha 1863-1924 | Martha 1863-1924 | Harriet Augusta 1840-1897 | Harriet Augusta 1840-1897 | Matilda 1841-1866                      | Matilda 1841-1866                      | Kezia 1843-1868 | Kezia 1843-1868 | Hannah 1849-1914                  | Hannah 1849-1914                  | Sarah Clara 1851-1894 | Sarah Clara 1851-1894 | Nancy Alice 1855-1928 | Nancy Alice 1855-1928 | John 1838-1868   | John 1838-1868                       | John Patterson Matthew 1857-1926     | John Patterson Matthew 1857-1926 | James Robert 1859-1953                     | James Robert 1859-1953                     | Nathan 1872-1945                    | Nathan 1872-1945                    |                   | Fairfax Moresby Mitchell 1851-1910 | Fairfax Moresby Mitchell 1851-1910 | John Moresby Acland 1853-1910 | John Moresby Acland 1853-1910 | Henry Stephen Fremantle 1856-1907 | Henry Stephen Fremantle 1856-1907 | Sarah Eunice 1866-1926              | Sarah Eunice 1866-1926              |                  |                 |                 |                 |                 |                 |                 |

#### Discendenti di William McCoy
|                                         |                                         |                |                |                       |                       |                |                |                 |                 |                                                      |                                                      |                                        |                                        |                                           |                                           |                          |                          |                            |                                     |                                     |                                      |                                      |                    |                                                             |                                                             |
|                                         |                                         |                |                |                       |                       |                |                |                 |                 |                                                      |                                                      | William McCoy 1763-1798                |                                        |                                           |                                           |                          |                          |                            |                                     |                                     |                                      |                                      |                    |                                                             |                                                             |
|                                         |                                         |                |                |                       |                       |                |                |                 |                 |                                                      |                                                      |                                        |                                        |                                           |                                           |                          |                          |                            |                                     |                                     |                                      |                                      |                    |                                                             |                                                             |
|                                         |                                         |                |                |                       |                       |                |                |                 |                 |                                                      |                                                      |                                        |                                        |                                           |                                           |                          |                          |                            |                                     |                                     |                                      |                                      |                    |                                                             |                                                             |
|                                         |                                         |                |                |                       |                       |                |                |                 |                 | Sarah Sully 1789-1826 1809 ⚭ Charles Hoppa Christian | Sarah Sully 1789-1826 1809 ⚭ Charles Hoppa Christian | Daniel 1791-1832 1811 ⚭ Sarah Quintal  | Daniel 1791-1832 1811 ⚭ Sarah Quintal  | Catherine 1798-1831 1815 ⚭ Arthur Quintal | Catherine 1798-1831 1815 ⚭ Arthur Quintal |                          |                          |                            |                                     |                                     |                                      |                                      |                    |                                                             |                                                             |
|                                         |                                         |                |                |                       |                       |                |                |                 |                 |                                                      |                                                      |                                        |                                        |                                           |                                           |                          |                          |                            |                                     |                                     |                                      |                                      |                    |                                                             |                                                             |
|                                         |                                         |                |                |                       |                       |                |                |                 |                 |                                                      |                                                      |                                        |                                        |                                           |                                           |                          |                          |                            |                                     |                                     |                                      |                                      |                    |                                                             |                                                             |
| Daniel 1814-1831 1829 ⚭ Peggy Christian | Daniel 1814-1831 1829 ⚭ Peggy Christian |                |                | William 1812-1849     | William 1812-1849     |                |                | Hugh 1816-1831  | Hugh 1816-1831  |                                                      |                                                      | Matthew 1819-1853 ⚭ Margaret Christian | Matthew 1819-1853 ⚭ Margaret Christian | Jane 1822-1831                            | Jane 1822-1831                            | Sarah 1824-1833          | Sarah 1824-1833          |                            | Daniel 1832-1855 1850 ⚭ Lydia Young | Daniel 1832-1855 1850 ⚭ Lydia Young | Albinia 1828-1908 1848 ⚭ Moses Young | Albinia 1828-1908 1848 ⚭ Moses Young |                    | Samuel 1826-1876 1858 ⚭ Ruth Quintal 1863 ⚭ Polly Christian | Samuel 1826-1876 1858 ⚭ Ruth Quintal 1863 ⚭ Polly Christian |
|                                         |                                         |                |                |                       |                       |                |                |                 |                 |                                                      |                                                      |                                        |                                        |                                           |                                           |                          |                          |                            |                                     |                                     |                                      |                                      |                    |                                                             |                                                             |
|                                         |                                         |                |                |                       |                       |                |                |                 |                 |                                                      |                                                      |                                        |                                        |                                           |                                           |                          |                          |                            |                                     |                                     |                                      |                                      |                    |                                                             |                                                             |
| Philip 1830-1913                        | Philip 1830-1913                        | Jane 1837-1917 | Jane 1837-1917 | Diana Dinah 1838-1929 | Diana Dinah 1838-1929 | Mary 1841-1930 | Mary 1841-1930 | Sarah 1843-1919 | Sarah 1843-1919 | James Russel 1845-1924                               | James Russel 1845-1924                               | Harriet Melissa 1847-1928              | Harriet Melissa 1847-1928              | Alice Sophia 1848-1937                    | Alice Sophia 1848-1937                    | Rebecca Holman 1853-1907 | Rebecca Holman 1853-1907 | Angelina Ophelia 1855-1914 | Angelina Ophelia 1855-1914          | Maria Edith 1852-1930               | Maria Edith 1852-1930                | Mary Ann 1851-1937                   | Mary Ann 1851-1937 | Harriette Ward 1864-1883                                    | Harriette Ward 1864-1883                                    |

#### Discendenti di John Mills
|                                                                 |                                                                 |                |                |
|                                                                 | John Mills 1749-1793                                            |                |                |
|                                                                 |                                                                 |                |                |
|                                                                 |                                                                 |                |                |
| Elizabeth 1792-1883 1811 ⚭ Matthew Quintal 1823 ⚭ William Young | Elizabeth 1792-1883 1811 ⚭ Matthew Quintal 1823 ⚭ William Young | John 1794-1813 | John 1794-1813 |

## Ambiente
Quando l'equipaggio del Bounty vi giunse insieme ai polinesiani, l'isola era quasi interamente ricoperta da una foresta che è stata ormai ampiamente sostituita da alberi da frutto e giardini. Ne è rimasta intatta soltanto una piccola parte nella punta occidentale dell'isola. Gli isolani hanno compiuto qualche passo per rigenerare la foresta originaria; il consiglio di abitanti che amministra l'isola ha costituito una piantagione di miro (Thespesia populnea), una specie di albero, detto anche palissandro del Pacifico, molto apprezzato dagli intagliatori del legno.
L'unico mammifero originario dell'isola è il ratto polinesiano, mentre le specie più note tra gli uccelli che vengono a nidificare su Pitcairn sono la sterna bianca e la sterna stolida bruna, detta anche noddy.

## Società
Al 2016 Pitcairn contava appena 54 abitanti. L'isola soffre di un progressivo spopolamento dagli anni quaranta del Novecento. La popolazione è interamente composta dai discendenti degli ammutinati del Bounty e delle loro compagne polinesiane: tutti gli abitanti portano cognomi dei marinai che colonizzarono l'isola. Nel novembre 2003 la nascita della piccola Emily Rose ha marcato l'inizio della nona generazione dei discendenti.
Già segnata dal lento abbandono di decine dei suoi abitanti, che in prevalenza lasciano l'isola per cercare lavoro in Nuova Zelanda, la minuscola comunità di Pitcairn è stata sconvolta da un processo per violenze sessuali e pedofilia contro metà dei maschi adulti dell'isola. Nell'ottobre 2004 la Corte Suprema di Pitcairn, tribunale appositamente costituito per l'occasione e poi rimasto in vigore, composto da giudici giunti da Gran Bretagna e Nuova Zelanda ha condannato sei uomini, tra cui l'allora sindaco Steve Christian, a pene fino a sei anni di carcere, dichiarandoli colpevoli di abusi sessuali su donne e minori dell'isola nell'arco di decenni. Il processo era iniziato dopo le denunce di una ventina di donne, provate da anni di ripetuti soprusi. L'intera vicenda ha suscitato un grande dibattito, specie in Gran Bretagna e in Australia: numerose persone, tra cui giuristi ed intellettuali, hanno osservato che il microcosmo di Pitcairn non poteva che funzionare con regole proprie e seguendo i costumi polinesiani piuttosto che quelli occidentali, stigmatizzando il comportamento dei maschi dell'isola.
Per sbarcare sull'isola, bisogna pagare una tassa di ingresso (landing fee)  che viene riscossa direttamente allo sbarco sul piccolo molo. Dal 1º gennaio 2017 il suo importo è di 50 dollari americani.

### Popolazione

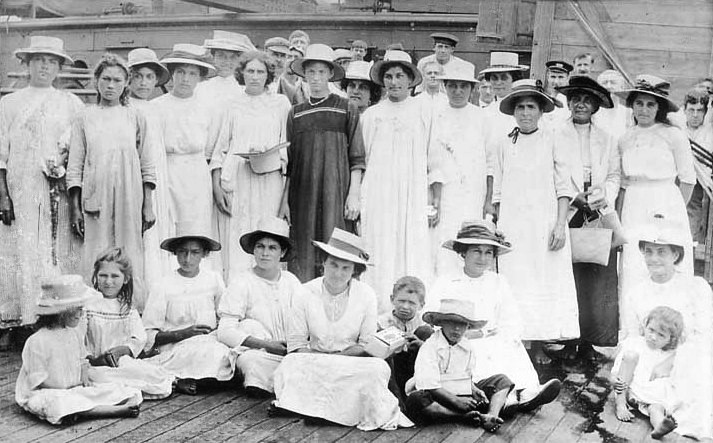
Pitcairn Islanders in 1916.

| Anno   | Popolazione                                                     |
| ------ | --------------------------------------------------------------- |
| 1790   | 27                                                              |
| 1800   | 34 (2 uomini e 9 donne rimaste dal Bounty)                      |
| 1810   | 50                                                              |
| 1820   | 66                                                              |
| 1830   | 70                                                              |
| 1840   | 119                                                             |
| 1850   | 146 (morte dell'ultima persona passeggera del Bounty, Teraura)  |
| 1856*  | 193 (disabitato dopo l'emigrazione a Norfolk Island)            |
| 1859** | 16 (minimo, dopo il ritorno del primo gruppo da Norfolk Island) |
| 1870   | 70                                                              |
| 1880   | 112                                                             |
| 1890   | 136                                                             |
| 1900   | 136                                                             |
| 1910   | 140                                                             |
| 1920   | 163                                                             |
| 1930   | 190                                                             |
| 1936   | 250 (massimo)                                                   |
| 1940   | 163                                                             |
| 1950   | 161                                                             |
| 1960   | 126                                                             |
| 1970   | 96                                                              |
| 1975   | 74                                                              |
| 1980   | 61                                                              |
| 1985   | 58                                                              |
| 1990   | 59                                                              |
| 1995   | 55                                                              |
| 2000   | 51                                                              |
| 2005   | 63                                                              |
| 2010   | 64                                                              |
| 2015   | 52                                                              |
| 2020   | 48                                                              |

### Cultura
Anche se, presumibilmente, i componenti polinesiani della colonizzazione che giunsero a Pitcairn portarono con sé la ricca cultura tahitiana, gran parte di quella tradizione si è ormai estinta. La produzione di cesti di palma intrecciati è una delle conoscenze che sono state conservate, e molti degli uomini di Pitcairn sanno intagliare il legno che cresce sull'isola per ottenere elaborate figure di animali e modellini del Bounty.
La lingua ufficiale dell'isola è l'inglese, ma tra di loro i locali parlano una versione dell'inglese vagamente indistinta e piena di espressioni idiomatiche, parole e toponimi locali che ne rendono quasi impossibile la comprensione per gli stranieri. Il vocabolario comprende parole tahitiane e termini del gergo marinaresco inglese del XVIII secolo, ad esempio everyone (tutti) si dice all hands e fall over (cadere) si dice capsize.
Verso la fine del XIX secolo gli abitanti di Pitcairn abbracciarono la fede degli Avventisti del Settimo Giorno, che si fecero carico dell'istruzione dei bambini fino al 1948, quando finalmente dalla Nuova Zelanda fu mandato un insegnante sull'isola. Vi è pure una famiglia di seguaci di Scientology, parenti di Micheal Zyany, imprenditore nel settore finanziario, seguace di questa filosofia assieme ai suoi familiari. L'alcool è proibito (anche se il divieto non sembra rispettato) e gli isolani non possono mangiare maiale e pesci senza squame, perciò i gamberi che abbondano nelle acque dell'isola sono usati solo come esca. La terra è suddivisa per nuclei familiari, secondo un sistema escogitato da Fletcher Christian. Gli abitanti di Pitcairn sono quasi del tutto autosufficienti per quanto riguarda l'alimentazione, ma intrattengono vivaci scambi commerciali con le navi di passaggio. Oltre a praticare la pesca lungo la costa,  allevano capre e polli per il proprio consumo, ma sull'isola si aggirano anche capre selvatiche.

## Festività
Il 23 gennaio si ricorda l'affondamento del Bounty, rimorchiando un modello in fiamme della nave attraverso la Bounty Bay. Una volta stabilitisi sull'isola, gli ammutinati bruciarono la nave per impedire fughe e per evitare di essere scoperti. A parte questa commemorazione, agli abitanti di Pitcairn non restano che i compleanni e le messe del sabato prescritte dalla loro fede avventista.

## Filmografia
- La tragedia del Bounty (film del 1935)
- Gli ammutinati del Bounty (film del 1962)
- Il Bounty (film del 1984)
- I figli del Bounty, documentario del 1990 a cura di Milena Gabanelli per il programma tv Mixer[6]